# LumberJax de Portland
 (août 2011).
Les LumberJax de Portland sont une franchise américaine de crosse en salle évoluant en National Lacrosse League de 2005 à 2009. Basés à Portland (Oregon), les LumberJax jouent au Rose Garden Arena, enceinte de 17 544 places inaugurée en 1995.

## Histoire
Les Jax furent créés le 11 mai 2005 et le Rose Garden Arena fut choisi comme leurs domicile. L'équipe est possédée par Angela Batinovich et le coach est Derek Keenan (depuis le 7 juillet 2005).

### Attribution du nom
Le nom « Portland LumberJax » a été choisi le 12 juillet 2005, voici les trois finalistes :
- Portland LumberJax
- Portland Shadow
- Portland Fear

## Saison par saison
| Saison                     | Division  | V-D   | Class. | Domicile | Extérieur | GF  | GA  | Entraîneur   | Série éliminatoires                |
| -------------------------- | --------- | ----- | ------ | -------- | --------- | --- | --- | ------------ | ---------------------------------- |
| 2006                       | Ouest     | 11-5  | 1er    | 5-3      | 6-2       | 188 | 177 | Derek Keenan | Défaite en demi-finale de division |
| 2007                       | Ouest     | 4-12  | 6e     | 3-5      | 1-7       | 153 | 199 | Derek Keenan | --                                 |
| 2008                       | Ouest     | 6-10  | 4e     | 3-5      | 3-5       | 179 | 194 | Derek Keenan | Finaliste                          |
| 2009                       | Ouest     | 9-7   | 2e     | 5-3      | 4-4       | 181 | 177 | Derek Keenan | Défaite en demi-finale de division |
| Total                      | 4 saisons | 30-34 |        | 16-16    | 14-18     | 701 | 747 |              |                                    |
| Séries éliminatoires total |           | 2-3   |        | 0-2      | 2-1       | 61  | 62  |              |                                    |